# سزار گرادیتو
سزار گرادیتو (انگلیسی: César Gradito؛ زادهٔ ۱ ژانویهٔ ۱۹۷۹) بازیکن فوتبال اهل آرژانتین است.
از باشگاه‌هایی که در آن بازی کرده‌است می‌توان به باشگاه تیخوانا، باشگاه فوتبال اطلس، و باشگاه فوتبال اتلتیکو تیگره اشاره کرد.